# Culex humilis
Culex humilis är en tvåvingeart som beskrevs av Theobald 1901. Culex humilis ingår i släktet Culex och familjen stickmyggor. Inga underarter finns listade i Catalogue of Life.